# Hochmuth Ábrahám
Hochmuth Ábrahám (Bán, 1816. december 14. – Veszprém, 1889. június 10.) veszprémi főrabbi.

## Élete
Hochmuth Pinkász kereskedő és Deutsch Perl fia. Magántanítók oktatták a Talmudra, s egyik tanítója tizenöt éves korában Verbóra, a híres rabbiiskolába küldte, ahol németül is tanult. 1834-ben Vágújhelyre ment, majd 1836-tól 1838-ig magántanítóként működött Szabaticsban egy gazdag családnál. 1839-ben a nyitrai jesivába ment, majd Miskolcra került Wohl Ábrahám rabbi mellé és három évvel később gimnáziumi érettségit tett. 
A rabbi temetésén mondta el legelső zsinagógai szónoklatát. 1842-ben Pesten tartózkodott, ahol megismerkedett zsidó tudósokkal, s keresztény hitszónokokat is hallgatott. Ugyanez év szeptemberében Prágába utazott, hogy az ottani egyetemen tanuljon. Több magyar rabbi-jelölttel találkozott. Egyetemi tanárai közül leginkább Exnert kedvelte, a bölcseleti tanárt, ki Herbart filozófiai rendszerét adta elő. Rapoport főrabbitól teológiát tanult, de legnagyobb hatást Michael Sachs gyakorolta rá. 1845-ben a Berlini Egyetemen folytatta tanulmányait. 1846 végén hazatért családi okok miatt és átvette a miskolci zsidó iskola vezetését. 
1850-ben Rapoport ajánlatára meghívást nyert a szegedi izraelita hitközségtől próba-beszéd tartására, azonban a hitközség Lőw Lipótot választotta. 1852-ben Kulára került, ahol ő volt a legelső rabbi. Iskolát hozott létre, majd 1859-ben Újverbászon zsinagógát építtetett. 1859 szeptemberében Veszprémbe távozott, s haláláig rabbiként működött a a településen. 1865-ben a zsinagóga felavatásán magyarul mondott beszédet. Az elöljáróság, mely más rabbit akart a beszéddel megbízni, ellene fordult és az év végén felmondta hivatalát, azonban a törvényszék visszahelyezte állásába. 
1868-ban részt vett az országos zsidó kongresszuson és később a budapesti Rabbiképző szervezésében és vezetésében. 1871-ben báró Eötvös József minisztertől a nevelés terén kifejtett buzgalmáért elismerést kapott. Széles irodalmi munkásságot fejtett ki, munkatársa volt a Lőw Lipót által szerkesztett Ben-Chananjának és más teológiai folyóiratoknak.
Sírja Veszprémben, a Mártírok úti zsidó temetőben található.

## Munkái

### Művei
- Denkblätter, gewidmet dem am 5. Okt. 1848 in Wien bei Erstürmung des Zeughauses gefallenen Dr. Adolf Kollinsky (Prága, 1849)
- Die jüdische Schule in Ungarn wie sie ist und wie sie sein soll (Miskolc, 1851)
- Die Gründung eines guten Namens. Rede gehalten im Veszprimer Tempel am Sterbetage Mozes (Nagykanizsa, 1860)
- Templom felavatási beszéd (Veszprém, 1865)
- Mit követel a hazaszeretet a honpolgároktól békés időben? (Az egyenjogúsítási ünnepély alkalmából tartott beszéd, Veszprém, 1868)
- Gehörst du zu uns oder zu unseren Feinden? Rede gehalten im Veszprimer Tempel 1868 (Pest, 1868)
- Leichenrede, gehalten am Sarge der Frau Therese Schwarz (Nagykanizsa, 1870)
- Gyászbeszéd Tuszkan Mayer eltemetése alkalmával (és Denkrede gehalten am Osterfeste im Tempel, Pest, 1874)
- Leopold Löw als Theologe, Historiker und Publicist (Lipcse, 1871)
- Istenismeret és Istentisztelet. A bibliai és későbbi iratokon alapuló tan- és kézikönyv a vallás oktatására. Tanítóképző intézetek és a középiskolák felső osztályai számára (Budapest, 1881., 2. kiadás, Budapest, 1888)
- Rövid történeti vázlat a veszprémi Chevra-Kádisa alakulása s fejlődéséről, ezen egyesület évszázados jubileumának ünnepélye alkalmára az elöljáróság megbízásából (Veszprém, 1881)
- Gottes-Erkenntniss und Gottesverehrung als Lehr- und Handbuch zum Religionsunterrichte in Lehrer-Präparandien und in den oberen Klassen der Mittelschulen (Budapest, 1882)
- Beszéd a veszprémi izraelita templomban bevezetett orgona felavatása alkalmával (március. 6., Budapest, 1886)
- Mózesi hit- és erkölcstan az elemi és felső népiskolák számára (Kivonat az Istenismeret és Istentisztelet című munkából, Budapest, 1886)

### Cikkei
Allgemeine Zeitung des Judenthums
- A pesti angol missionariusok ellen, kik a zsidókat hálójukba kerítik (1843)

Ben-Chananja
- I. Zur Seminar Frage
- Das isr. Taubstummeninstitut in Wien
- Exegtische Abhandlungen über Tefilin
- Beiträge zur Sprachkunde des Talmud
- III. Das Direktorat der isr. Volksschulen
- IV. Exegetische Analekten

Pester Illustrirte Juden Zeitung
- Was sind die izraelitsche Gemeinden, als religiöse Genossenschaften, berechtiget von den Lehrern zu fordern, und was hinwider diese von den Gemeinden (1862)

Neuzeit
- P. M. Heilprin in Washington (1863, 4. szám)
- Zur Geschichte der Veszprimer izr. Volksschule (1863)
- Die Ungarisch-österreichische Gemeinde in Jerusalem (1863)
- Zur Eidesfrage (1863)
- Aufgabe der zu gründenden Alliance israelite universelle in Wien (1863)
- Über jüdische Schulinspectorate (1863)
- Über den jüdischen Religionsunterricht in Gymnasien (1863)
- Das provisorische Ehegesetz der Juden Ungarns (1864)
- Der Religionsunterricht in Gymnasien (1864)
- Über gemeinsame Angelegenheiten (1865)
- Salomon Körmendi (1866)
- Professor Ignatz Grossmann (1866)
- Der Volksschulen-Gesetzentwurf von Eötvös (1868)
- Juda Wahrmann (1868)
- Über Heilung und Entweihung des göttlichen Namens (1868)
- Die Seelenfeier bei den Izraeliten, eine kulturgeschichtliche Studie (1868)
- Die ethische Bedeutung des biblischen Ausdruckes: Erkenntniss Gottes (1878)

Mannheimer-Album (Bécs)
- Wie sollen angehende Prediger den Midrasch benützen (1864)
- Wiener Jahrbuchban
- Die öffentliche Meinung (1867)
- Ein Prediger der Vorzeit, eine literarische Studie (1868)

Izraelita Közlöny
- Die Bedeutung der Seelenfeier (1869)

- Rede gehalten am Schlussfeste 1869 im Veszprimer Tempel (1869)
- Die isr. Synode in Leipzig (1869, 35. szám)

Ungarisch-Jüdische Wochenschrift
- Daniel Popper (1871)

Veszprém
- A héber Korvinák s karita irodalomból (1877)
- Az izraelita anyakönyvek vezetése (1877)
- Rabbi vagy lelkész (1877)

Pesti Napló
- Az izraelita anyakönyvek vezetése (1877, 15. szám)

Magyar Zsidó Szemle
- Adalékok a szentírásmagyarázathoz régi forrásokból (1889)